# Джордан Бос
Джордан Джейкъб Бос (на английски: Jackson Alexander Irvine, роден на 29 октомври 2002) е австралийски професионален футболист, защитник и състезател на Австралийския национален отбор по футбол. Футболист на белгийския елитен Вестерло. 
Участник в Купата на Азия 2023. Автор на втория гол срещу Индия завършил 2:1.

## Успехи
Мелбърн Сити
- А Лига
  - Шампион (2): 2021/22, 2022/23